# حسینوو
حسینوو (به لاتین: Khusainovo) یک منطقهٔ مسکونی در روسیه است که در باشقیرستان واقع شده‌است.